# Луччарди, Доменико
Доменико Луччарди (итал. Domenico Lucciardi; 9 декабря 1796, Сарцана, Генуэзская республика — 13 марта 1864, Сенигаллия, королевство Италия) — итальянский кардинал и доктор обоих прав. Секретарь Священной Конгрегации по делам епископов и монашествующих с 2 октября 1846 по 5 сентября 1851. Титулярный архиепископ Дамаска с 21 декабря 1846 по 10 апреля 1851. Титулярный латинский патриарх Константинопольский с 10 апреля по 5 сентября 1851. Епископ-архиепископ Сенигаллии с 5 сентября 1851 по 13 марта 1864. Кардинал-священник с 15 марта 1852, с титулом церкви Сан-Клементе с 18 марта 1852. 